# 김화군 (대한민국)
김화군(金化郡)은 대한민국 강원특별자치도에 있던 행정 구역이다. 아직 이북5도위원회 기준 명목상으로 존재한다. 면적은 1,558.7km2이며, 1개 읍, 11개 면, 96개 리를 관할한다. 군청소재지는 김화읍 읍내리이다. 이북5도위원회에서는 수복지역인 김화읍, 서면, 근남면을 뺀 미수복 9개 면의 명예면장을 임명한다.

## 역사
1945년 광복 당시에 김화군은 전 지역이 38선 이북이었고, 1읍·11면(김화읍, 서면, 근남면, 근북면, 근동면, 원남면, 원동면, 임남면, 금성면, 원북면, 창도면, 통구면)으로 구성되어 있었다. 한국 전쟁 이후 김화군의 남부 지역을 수복하였다. 수복지구임시행정조치법을 제정할 때 정부 원안에서는 김화군의 수복지역을 철원군에 합병시키는 것으로 계획했다가 국회에서 수정되어 김화군을 설치하였다.
그러나 1962년 11월 21일 수복지구와동인접지구의행정구역에관한임시조치법이 공포되면서 김화군은 끝내 철원군에 병합되었다. 군사분계선 이남의 김화군 지역은 1963년 1월 1일, 철원군에 편입되었고, 현재 김화읍사무소는 읍내리 남쪽의 학사리에, 근남면사무소는 육단리에, 서면사무소는 자등리에 있다. 1973년 7월 1일 서면의 청양리와 도창리가 김화읍에 편입되었다. 현재 미수복 김화군의 실질적인 행정 중심지는 금성면이다.

## 행정 구역
| 읍면           | 면적(km2) | 리 숫자 | 리(里) | 비고                                         |
| -------------- | --------- | ------- | --- | -------------------------------------------- |
| 김화읍(金化邑) | 48.02     | 7       | 읍내(邑內) 암정(巖井) 생창(生昌) 운장(雲長) 용양(龍楊) 학사(鶴沙) 감봉(甘鳳)                                             | 전 지역 수복 철원군에 편입                   |
| 서면(西面)     | 121.93    | 4       | 청양(淸陽) 와수(瓦水) 자등(自等) 도창(道昌)                                                                              | 전 지역 수복 철원군에 편입                   |
| 근남면(近南面) | 129.13    | 6       | 사곡(沙谷) 육단(六丹) 잠곡(蠶谷) 마현(馬峴) 풍암(豊巖) 양지(陽地)                                                        | 전 지역 수복 철원군에 편입                   |
| 근북면(近北面) | 98.72     | 8       | 두촌(斗村) 금곡(金谷) 백덕(柏德) 유곡(楡谷) 율목(栗木) 건천(乾川) 성암(城巖) 산현(山峴)                                  | 유곡리, 금곡리, 백덕리, 율목리 철원군에 편입 |
| 근동면(近東面) | 94.8      | 6       | 교전(橋田) 광삼(光三) 방통(芳通) 하소(下所) 아침(牙沈) 수태(水泰)                                                        | 광삼리, 방통리 철원군 (남)에 편입            |
| 원남면(遠南面) | 163.76    | 11      | 개야(開野) 경상(慶祥) 주파(注波) 죽대(竹垈) 남둔(南屯) 노동(蘆洞) 풍동(楓洞) 진현(榛峴) 월봉(月峰) 백양(白楊) 구룡(九龍) | 주파리, 죽대리, 노동리, 진현리 철원군에 편입 |
| 원동면(遠東面) | 155.71    | 7       | 장연(長淵) 방평(芳坪) 용연(龍淵) 율사(栗沙) 송실(松室) 세현(細峴) 등대(登大)                                             | 세현리, 등대리 철원군에 편입                 |
| 임남면(任南面) | 197.39    | 11      | 사천(泗川) 노남(魯南) 봉잔(烽棧) 좌패(佐佩) 면천(綿川) 두목(杜木) 상판(上板) 달전(達田) 과호(科湖) 어운(漁雲) 수동(水洞) | 수동리 철원군에 편입                         |
| 금성면(金城面) | 112.24    | 9       | 방충(芳忠) 상(上) 후천(後天) 경파(慶坡) 초서(初西) 어천(漁川) 탑거(塔距) 별양(別陽) 매회(梅檜)                           | 전 지역 미수복                               |
| 원북면(遠北面) | 180.55    | 7       | 추의(鄒儀) 고대(高垈) 법수원(法首院) 당현(堂峴) 감천(甘泉) 고직(古直) 탄감(炭甘)                                         | 전 지역 미수복                               |
| 창도면(昌道面) | 131.9     | 10      | 창도(昌道) 유창(楡昌) 득사(得寺) 학방(鶴芳) 방성(芳城) 기성(岐城) 도성(桃城) 성현(城峴) 회현(灰峴) 태백(太白)            | 전 지역 미수복                               |
| 통구면(通口面) | 124.61    | 10      | 현(縣) 화사(化泗) 도파(桃坡) 화평(花坪) 통현(通縣) 장안(長安) 북둔(北屯) 보막(寶幕) 당평(堂坪) 삼대(三臺)                | 전 지역 미수복                               |

| 읍면   | 면적(1944) | 인구(1944) | 남한 면적(현재) | 남한 인구(현재) | 군읍면 소재지(1944) | 군읍면 소재지(현재)    |
| ------ | ---------- | ---------- | --------------- | --------------- | ------------------- | ---------------------- |
| 김화군 | 1558.76    | 108,132    | 490.71          | 12,609          | 읍내리              | 철원군 갈말읍 신철원리 |
| 김화   | 492.6      | 41,862     | 342.68          | 12,609          | 읍내리              | 철원군 갈말읍 신철원리 |
| 김화읍 | 48.02      | 11,887     | 87.95           | 3,806           | 읍내리              | 학사리                 |
| 서면   | 121.93     | 6,280      | 74.33           | 6,086           | 청양리              | 자등(신술)리           |
| 근남면 | 129.13     | 6,892      | 129.13          | 2,311           | 사곡리              | 육단리                 |
| 근북면 | 98.72      | 9,992      | 23.73           | 111             | 두촌리              | 김화읍 학사리          |
| 근동면 | 94.8       | 6,811      | 19.71           | 0               | 교전리              | 김화읍 학사리          |
| 금성   | 1066.16    | 66,270     | 148.03          | 0               | 김화읍 읍내리       | 근남면 육단리          |
| 금성면 | 112.24     | 7,945      | 미수복          | 미수복          | 방충리              | 미수복                 |
| 원남면 | 163.76     | 8,349      | 77.99           | 0               | 개야리              | 근남면 육단리          |
| 원동면 | 155.71     | 7,060      | 61.08           | 0               | 장연리              | 근남면 육단리          |
| 임남면 | 197.39     | 8,852      | 16.79           | 0               | 사천리              | 근남면 육단리          |
| 원북면 | 180.55     | 8,843      | 미수복          | 미수복          | 추의리              | 미수복                 |
| 창도면 | 131.9      | 16,708     | 미수복          | 미수복          | 창도리              | 미수복                 |
| 통구면 | 124.61     | 8,513      | 미수복          | 미수복          | 현리                | 미수복                 |